# Alitalia Maintenance Systems
Alitalia Maintenance Systems S.p.A.  era un'azienda italiana, operante nel settore aeronautico.
In particolare, si occupava della manutenzione, revisione e riparazione di motori per aeromobili, A.P.U. (Auxiliary Power Unit, i motori ausiliari degli aeromobili), componenti aeronautici e aeroderivati.
Era l'unica società italiana del mercato.

## Storia
La compagnia fu costituita il 1º luglio 2003 da Alitalia - Linee Aeree Italiane che le ha ceduto il ramo d'azienda Reparto Officina Motori, incaricato delle operazioni di manutenzione e riparazione dei motori degli aerei.
A ottobre dello stesso anno Lufthansa Technik acquista il 40% della società: contestualmente, le operazioni relative ai motori General Electric CF6-50 and CF6-80 vengono trasferite da Amburgo all'Officina Motori dell'Aeroporto di Roma Fiumicino, revisionate insieme ai motori CFM56-5 e sui GE90. Vengono, invece, spostate in Germania le lavorazioni relative ai componenti aeronautici.
Nel 2007 durante la prima crisi Alitalia fatturava 110 milioni di euro e aveva chiuso l'esercizio con un sostanziale pareggio, occupando quasi 370 dipendenti. Ciononostante, in quanto controllata da Alitalia Servizi, ha seguito la gestione commissariale riservata alla capogruppo.
Seguono anni non facili in quanto i volumi delle commesse affidate da Alitalia non saturano la capacità produttiva di Ams: con solo 22 motori ricevuti nel 2009, il break even non viene raggiunto (servono almeno 50 lavorazioni annue). Nel 2010 subentrano due azionisti, Iniziativa Prima S.p.A con una quota del 66% ed European Advanced Technology (Israel Aerospace Industries-Bedek) al 19%. Resta ad Alitalia - Compagnia Aerea Italiana il 15%. Tre anni dopo, Ams rasenta il fallimento a causa dell'esposizione debitoria: viene così salvata da un ulteriore cambio tra i soci. Alitalia Cai e European Advanced Technology salgono al 38.5% ciascuno, mentre Iniziativa Prima scende al 23%.
La situazione si risolleva, ma nel 2015 Alitalia appalta la manutenzione dei motori direttamente a Bedek in Israele.
Ams il 30 settembre 2015 viene dichiarata fallita, con nomina a Curatori del Dott. Paolo Carbone e dell’Avv. Federica Marziale.
Nel 2016 gli asset sono rilevati da Iag, ma ad oggi i 170 dipendenti rimangono in cassa integrazione.
Sono in corso trattative per la ripresa delle operazioni.

## Fonti
- Lo scandalo di Alitalia Maintenance, fatta a pezzi da chi doveva salvarla, su linkiesta.it, 2 febbraio 2017. URL consultato il 14 luglio 2020.